# 스콧 칸
스콧 칸 (Scott Caan, 1976년 8월 23일 - )은 미국의 배우, 감독, 사진가, 래퍼, 작가이다. 아버지는 세계적인 미국 영화 배우 제임스 칸이다.

## 생애
1995년 영화 《A Boy Called Hate》로 데뷔하였다. 이후 오션스 시리즈와 《하와이 파이브-0》(2010-20)로 이름을 알렸다. 영화 《달라스 362》과 《독 프라블럼》의 연출, 각본을 맡기도 했다.

## 개인 활동
칸은 브라질 주짓수로 검은색 벨트를 착용하고 있었는데 2014년 7월, 칸의 여자친구 케이시 빅스비가 딸을 출산했다.
2012년 현재 칸은 자폐증 아동에게 서핑을 소개하는 여러 단체에서 활발한 자원봉사 활동을 하고 있었다.

## 출연 작품

### 영화
- A Boy Called Hate (1995)
- 식스티 세컨즈 (2000) - 텀블러 역
- 오션스 일레븐 (2001) - 터크 멀로이 역
  - 오션스 트웰브 (2004)
  - 오션스 써틴 (2007)
- 달라스 362 (2003, Dallas 362) - 연출, 각본 겸임
- 독 프라블럼 (2006, The Dog Problem) - 연출, 각본 겸임
- 머시 (2009, Mercy) - 각본, 제작 겸임
- 언투게더 (2018, Untogether)

### 텔레비전
- 하와이 파이브-0 (2010-20)
- 안투라지 (2009-11)